# Safari Reli
Safari Reli je reli utrka koj se održavala u različitim državama istočne Afrike, najčešće u Keniji, te se smatra najtežom reli utrkom na svijetu.
Prva utrka je održana od 27. svibnja do 1. lipnja 1953. u čast krunidbe engleske kraljice Elizabete II., pod nazivom Istočnoafrički krunidbeni Safari Reli, a održala se u Keniji, Ugandi i Tanganjiki (današnja Tanzanija).
Godine 1960. utrka je promijenila ime u Istočnoafrički Safari Reli, a od 1974. se naziva Safari Reli. Utrka je bila dio Svjetskog prvenstva u reliju dugi niz godina, od početka 1973. sve do sezone 2003. kada se zbog nedostatka financija odustalo od organizacije. Od 2003. Safari Reli dio je Afričkog prvenstva u reliju koje organizira FIA. 

## Pobjednici

### Višestruki pobjednici (vozači)
| Pobjede | Vozač           | Pobjednička godina                |
| ------- | --------------- | --------------------------------- |
| 5       | Shekhar Mehta   | 1973., 1979., 1980., 1981., 1982. |
| 4       | Björn Waldegård | 1977., 1984., 1986., 1990.        |
| 3       | Juha Kankkunen  | 1985., 1991., 1993.               |
| 3       | Colin McRae     | 1997., 1999., 2002.               |
| 2       | Joginder Singh  | 1974., 1976.                      |
| 2       | Miki Biasion    | 1988., 1989.                      |
| 2       | Tommi Mäkinen   | 1996., 2001.                      |
| 2       | Richard Burns   | 1998., 2000.                      |

### Višestruki pobjednici (proizvođači)
| Pobjede | Proizvođač | Pobjednička godina                                     |
| ------- | ---------- | ------------------------------------------------------ |
| 8       | Toyota     | 1984., 1985., 1986., 1990., 1992., 1993., 1994., 2021. |
| 5       | Mitsubishi | 1974., 1976., 1996., 1998., 2001.                      |
| 4       | Datsun     | 1973., 1979., 1980., 1981.                             |
| 3       | / Ford*    | 1977., 1999., 2002.                                    |
| 3       | Lancia     | 1988., 1989., 1991.                                    |
| 2       | Peugeot    | 1975., 1978.                                           |
| 2       | Subaru     | 1997., 2000.                                           |

- Proizvođač Ford od 1986. ima Britansku licencu

### Pobjednici po godinama
| Godina        | Vozač               | Automobil                       |
| ------------- | ------------------- | ------------------------------- |
| 1973.         | Shekhar Mehta       | Datsun 240Z                     |
| 1974.         | Joginder Singh      | Mitsubishi Colt Lancer          |
| 1975.         | Ove Andersson       | Peugeot 504                     |
| 1976.         | Joginder Singh      | Mitsubishi Lancer 1600 GSR      |
| 1977.         | Björn Waldegård     | Ford Escort RS 1800 MKII        |
| 1978.         | Jean-Pierre Nicolas | Peugeot 504 Coupé V6            |
| 1979.         | Shekhar Mehta       | Datsun 160J                     |
| 1980.         | Shekhar Mehta       | Datsun 160J                     |
| 1981.         | Shekhar Mehta       | Datsun Violet GT                |
| 1982.         | Shekhar Mehta       | Nissan Violet GT                |
| 1983.         | Ari Vatanen         | Opel Ascona 400                 |
| 1984.         | Björn Waldegård     | Toyota Celica Twincam Turbo     |
| 1985.         | Juha Kankkunen      | Toyota Celica Twincam Turbo     |
| 1986.         | Björn Waldegård     | Toyota Celica Twincam Turbo     |
| 1987.         | Hannu Mikkola       | Audi 200 Quattro                |
| 1988.         | Miki Biasion        | Lancia Delta Integrale          |
| 1989.         | Miki Biasion        | Lancia Delta Integrale          |
| 1990.         | Björn Waldegård     | Toyota Celica GT-4 (ST165)      |
| 1991.         | Juha Kankkunen      | Lancia Delta Integrale 16V      |
| 1992.         | Carlos Sainz        | Toyota Celica Turbo 4WD (ST185) |
| 1993.         | Juha Kankkunen      | Toyota Celica Turbo 4WD (ST185) |
| 1994.         | Ian Duncan          | Toyota Celica Turbo 4WD (ST185) |
| 1995.         | Nije održan         | Nije održan                     |
| 1996.         | Tommi Mäkinen       | Mitsubishi Lancer Evo III       |
| 1997.         | Colin McRae         | Subaru Impreza S5 WRC '97       |
| 1998.         | Richard Burns       | Mitsubishi Carisma GT Evo IV    |
| 1999.         | Colin McRae         | Ford Focus RS WRC '99           |
| 2000.         | Richard Burns       | Subaru Impreza S5 WRC '99       |
| 2001.         | Tommi Mäkinen       | Mitsubishi Lancer Evo 6.5       |
| 2002.         | Colin McRae         | Ford Focus RS WRC '02           |
| 2003. - 2020. | Nije održan         | Nije održan                     |
| 2021.         | Sébastien Ogier     | Toyota Yaris WRC                |
| 2022.         | Kalle Rovanperä     | Toyota GR Yaris Rally1          |
| 2023.         | Sebastien Ogier     | Toyota GR Yaris Rally1          |